# 2020-as FIFA-klubvilágbajnokság
A 2020-as FIFA-klubvilágbajnokság (szponzorációs nevén FIFA Club World Cup Qatar 2020 presented by Alibaba Cloud) a klubvilágbajnokság 17. kiírása volt. A tornát Katar fővárosában, Dohában rendezték meg. Ez volt az utolsó FIFA-klubvilágbajnokság, amelyen hét csapat szerepelt. 2021-től 24 csapattal rendezik meg a tornát. 2020 novemberében a FIFA bejelentette, hogy a koronavírus-járvány miatt a klubvilágbajnokságra kvalifikáló tornák nem fejeződtek be időben, ezért a vb-t december helyett 2021 februárjában rendezik meg. 2021 január 23-án a szervezők bejelentették, hogy a mérkőzéseken jelen lehetnek szurkolók is a maximális nézőszám 30%-ig. A belépés feltétele két beadott védőoltás vagy 2020 október elseje utáni megbetegedés és felépülés vagy 72 órán belüli negatív PCR vagy antigén teszt volt.
A tornát a Bayern München nyerte meg a döntőben a mexikói UANL Tigres csapatát legyőzve. Ezzel a bajor klub a 2009-es Barcelona után a második klubcsapat lett, amely egy naptári évben minden jelentős klubtrófeát begyűjtött.

## A rendező ország kiválasztása
A Nemzetközi Labdarúgó-szövetség a kibővített formátumú klubvilágbajnokság bevezetése miatt késleltette a házigazda bejelentését. A FIFA 2019. március 15-én jelentette be, hogy a döntést elnapolják, majd a 2019. május 28-án hivatalossá vált, hogy a 2019-es és 2020-as torna rendezőjét a FIFA-tanács Párizsban tartott ülésén jelölik ki 2019. június 3-án.
Végül Katar, illetve annak fővárosa, Doha kapta a rendezési jogot a két tornára, tekintettel a 2022-es világbajnokságra, és az is eldőlt, hogy a 2021-es évtől vezetik be az új lebonyolítási formulát.

## Résztvevő csapatok
| Csapat            | Konföderáció    | Kvalifikáció módja                                                  | Kvalifikáció dátuma  | Részvételek száma |
| ----------------- | --------------- | ------------------------------------------------------------------- | -------------------- | ----------------- |
| Palmeiras         | CONMEBOL        | 2020-as Copa Libertadores győztese                                  | 2021.január 30.      | 1                 |
| Bayern München    | UEFA            | 2019–2020-as BL győztes                                             | 2020. augusztus 23.  | 2                 |
| Ulszan Hyundai FC | AFC             | 2020-as AFC-bajnokok ligája győztes                                 | 2020. december 19.   | 2                 |
| el-Ahlí           | CAF             | 2019–20-as CAF-bajnokok ligája győztes                              | 2020. november 27.   | 6                 |
| Tigres de la UANL | CONCACAF        | 2020-as CONCACAF-bajnokok ligája győztes                            | 2020. december 22.   | 1                 |
| Auckland City FC  | OFC             | (2020-as OFC-bajnokok ligáját törölték a koronavírus-járvány miatt. | 2020. november 19.   | 10                |
| ed-Duhaíl         | AFC (Házigazda) | 2019–20-as katari labdarúgó-bajnokság győztese                      | 2020. szeptember 27. | 1                 |

Megjegyzés
1. ↑  
2020. szeptember 4-én az Óceániai Labdarúgó-szövetség bejelentette, hogy a COVID-19 járvány okozta határ- és utazási korlátozások miatt a 2020-as OFC Bajnokok Ligája kiesési szakaszát törölték és nincs győztes hírdetve. Az OFC képviselője a 2020-as FIFA klubvilágbajnokságon indulhat, miután a FIFA dönt arról, hogy megrendezik-e a tornát.A csapatot az OFC Végrehajtó Bizottsága választotta ki [9] 2020. január 15-én az Auckland City az új-zélandi karanténszabályokra hivatkozva lemondta az indulást.[10]
2. ↑  2020. augusztus 21-én megnyerte a 2019–20-as katari bajnokságot. Részvételüket 2020. szeptember 27-én hivatalosan is megerősítették, miután Asz-Szadd lett az utolsó katari csapat, amely kiesett a 2020-as AFC Bajnokok Ligájából.

## Keretek
Minden részt vevő klubnak 23 fős keretet kellett nevezni a tornára, ezekből három játékosnak kapusnak kell lennie. Cserére sérülés esetén az adott klub első mérkőzését megelőző 24 órában volt lehetőség.

## Mérkőzések

### Ágrajz
|  |                            |                            |                            |                            |                            |                            |                            |                            |                            |                |                |                |           |  |  |                            |                            |                            |
|  | Selejtező                  | Selejtező                  | Selejtező                  |                            |                            | Negyeddöntők               | Negyeddöntők               | Negyeddöntők               |                            |                | Elődöntők      | Elődöntők      | Elődöntők |  |  | Döntő                      | Döntő                      | Döntő                      |
|  | Selejtező                  | Selejtező                  | Selejtező                  |                            |                            | Negyeddöntők               | Negyeddöntők               | Negyeddöntők               |                            |                | Elődöntők      | Elődöntők      | Elődöntők |  |  | Döntő                      | Döntő                      | Döntő                      |
|  | február 1. – Ahmad bin Ali | február 1. – Ahmad bin Ali | február 1. – Ahmad bin Ali | Február 4. – Egyetemváros  | Február 4. – Egyetemváros  | Február 4. – Egyetemváros  | február 8. – Ahmad bin Ali | február 8. – Ahmad bin Ali | február 8. – Ahmad bin Ali |                |                |                |           |  |  |                            |                            |                            |
|  | február 1. – Ahmad bin Ali | február 1. – Ahmad bin Ali | február 1. – Ahmad bin Ali | Február 4. – Egyetemváros  | Február 4. – Egyetemváros  | Február 4. – Egyetemváros  | február 8. – Ahmad bin Ali | február 8. – Ahmad bin Ali | február 8. – Ahmad bin Ali |                |                |                |           |  |  |                            |                            |                            |
|  | ed-Duhaíl                  | ed-Duhaíl                  |                            | ed-Duhaíl                  | ed-Duhaíl                  | 0                          | Al-Ahli                    | Al-Ahli                    | 0                          |                |                |                |           |  |  |                            |                            |                            |
|  | ed-Duhaíl                  | ed-Duhaíl                  |                            | ed-Duhaíl                  | ed-Duhaíl                  | 0                          | Al-Ahli                    | Al-Ahli                    | 0                          |                |                |                |           |  |  |                            |                            |                            |
|  | Auckland City              | Auckland City              |                            |                            |                            | Al-Ahli                    | Al-Ahli                    | 1                          |                            |                | Bayern München | Bayern München | 2         |  |  | február 11. – Egyetemváros | február 11. – Egyetemváros | február 11. – Egyetemváros |
|  | Auckland City              | Auckland City              |                            |                            |                            | Al-Ahli                    | Al-Ahli                    | 1                          |                            |                | Bayern München | Bayern München | 2         |  |  | február 11. – Egyetemváros | február 11. – Egyetemváros | február 11. – Egyetemváros |
|  |                            |                            |                            |                            |                            |                            |                            |                            |                            | Bayern München | Bayern München | 1              |           |  |  |                            |                            |                            |
|  |                            |                            |                            |                            |                            |                            |                            |                            |                            | Bayern München | Bayern München | 1              |           |  |  |                            |                            |                            |
|  | február 4. – Ahmad bin Ali | február 4. – Ahmad bin Ali | február 4. – Ahmad bin Ali | február 7. – Egyetemváros  | február 7. – Egyetemváros  | február 7. – Egyetemváros  |                            |                            | UANL                       | UANL           | 0              |                |           |  |  |                            |                            |                            |
|  | február 4. – Ahmad bin Ali | február 4. – Ahmad bin Ali | február 4. – Ahmad bin Ali | február 7. – Egyetemváros  | február 7. – Egyetemváros  | február 7. – Egyetemváros  |                            |                            | UANL                       | UANL           | 0              |                |           |  |  |                            |                            |                            |
|  | UANL                       | UANL                       | 2                          | Palmeiras                  | Palmeiras                  | 0                          |                            |                            |                            |                |                |                |           |  |  |                            |                            |                            |
|  | UANL                       | UANL                       | 2                          | Palmeiras                  | Palmeiras                  | 0                          |                            |                            |                            |                |                |                |           |  |  |                            |                            |                            |
|  | Ulszan Hyundai             | Ulszan Hyundai             | 1                          |                            |                            | UANL                       | UANL                       | 1                          |                            |                |                |                |           |  |  |                            |                            |                            |
|  | Ulszan Hyundai             | Ulszan Hyundai             | 1                          |                            |                            | UANL                       | UANL                       | 1                          |                            |                |                |                |           |  |  |                            |                            |                            |
|  |                            |                            |                            |                            |                            |                            |                            |                            |                            |                |                |                |           |  |  |                            |                            |                            |
|  |                            |                            |                            |                            |                            |                            |                            |                            |                            |                |                |                |           |  |  |                            |                            |                            |
|  | Az 5. helyért              | Az 5. helyért              | Az 5. helyért              | Bronzmérkőzés              | Bronzmérkőzés              | Bronzmérkőzés              |                            |                            |                            |                |                |                |           |  |  |                            |                            |                            |
|  | Az 5. helyért              | Az 5. helyért              | Az 5. helyért              | Bronzmérkőzés              | Bronzmérkőzés              | Bronzmérkőzés              |                            |                            |                            |                |                |                |           |  |  |                            |                            |                            |
|  | február 7. – Ahmad bin Ali | február 7. – Ahmad bin Ali | február 7. – Ahmad bin Ali | február 11. – Egyetemváros | február 11. – Egyetemváros | február 11. – Egyetemváros |                            |                            |                            |                |                |                |           |  |  |                            |                            |                            |
|  | február 7. – Ahmad bin Ali | február 7. – Ahmad bin Ali | február 7. – Ahmad bin Ali | február 11. – Egyetemváros | február 11. – Egyetemváros | február 11. – Egyetemváros |                            |                            |                            |                |                |                |           |  |  |                            |                            |                            |
|  | Ulszan Hyundai             | Ulszan Hyundai             | 1                          | Al-Ahli                    | Al-Ahli                    | 0 (3)                      |                            |                            |                            |                |                |                |           |  |  |                            |                            |                            |
|  | Ulszan Hyundai             | Ulszan Hyundai             | 1                          | Al-Ahli                    | Al-Ahli                    | 0 (3)                      |                            |                            |                            |                |                |                |           |  |  |                            |                            |                            |
|  | ed-Duhaíl                  | ed-Duhaíl                  | 3                          | Palmeiras                  | Palmeiras                  | 0 (2)                      |                            |                            |                            |                |                |                |           |  |  |                            |                            |                            |
|  | ed-Duhaíl                  | ed-Duhaíl                  | 3                          | Palmeiras                  | Palmeiras                  | 0 (2)                      |                            |                            |                            |                |                |                |           |  |  |                            |                            |                            |

### Selejtező
| 2021. február 2. 20:30 |

| ed-Duhaíl | 3–0         | Auckland City |
| --------- | ----------- | ------------- |
|           | Jegyzőkönyv |               |

| Ahmad bin Ali Stadion, al-Rajján |

### Negyeddöntő
| 2021. február 4. 17:00 |

| UANL                         | 2–1               | Ulszan Hyundai  |
| ---------------------------- | ----------------- | --------------- |
| Gignac 38', 45+5' (11-esből) | (2–1) Jegyzőkönyv | Kim Kee-hee 24' |

| Ahmad bin Ali Stadion, al-Rajján Játékvezető: Esteban Ostojich (uruguayi) |

| 2021. február 4. 20:30 |

| ed-Duhaíl | 0–1               | Al-Ahli       |
| --------- | ----------------- | ------------- |
|           | (0–1) Jegyzőkönyv | El Shahat 30' |

| Egyetemvárosi Stadion, al-Rajján Játékvezető: Mario Escobar (guatemalai) |

### Az ötödik helyért
| 2021. február 7. 18:00 |

| Ulszan Hyundai     | 1–3               | ed-Duhaíl                        |
| ------------------ | ----------------- | -------------------------------- |
| Yoon Bit-garam 62' | (0–1) Jegyzőkönyv | Edmilson 21' Muntari 66' Ali 82' |

| Ahmad bin Ali Stadion, al-Rajján Játékvezető: Edina Alves Batista (brazil) |

### Elődöntők
| 2021. február 7. 21:00 |

| Palmeiras | 0–1               | UANL                  |
| --------- | ----------------- | --------------------- |
|           | (0–0) Jegyzőkönyv | Gignac 54' (11-esből) |

| Egyetemvárosi Stadion, al-Rajján Játékvezető: Danny Makkelie (holland) |

| 2021. február 8. 21:00 |

| Al-Ahli | 0–2               | Bayern München      |
| ------- | ----------------- | ------------------- |
|         | (0–1) Jegyzőkönyv | Lewandowski 17' 86' |

| Ahmad bin Ali Stadion, al-Rajján Játékvezető: Mohamed Abdalláh (egyesült arab emírségekbeli) |

### Bronzmérkőzés
| 2021. február 11. 18:00 |

| Al-Ahli                          | 0–0         | Palmeiras                           |
| -------------------------------- | ----------- | ----------------------------------- |
|                                  | Jegyzőkönyv |                                     |
| Büntetőpárbaj                    |             |                                     |
| Bánún El Solia Mohsen Hany Ajayi | 3–2         | Rony Luiz Adriano Scarpa Gómez Melo |

| Egyetemvárosi Stadion, al-Rajján Játékvezető: Maguette N’Diaye (szenegáli) |

### Döntő
| 2021. február 11. 21:00 |

| Bayern München | 1–0               | UANL |
| -------------- | ----------------- | ---- |
| Pavard 59'     | (0–0) Jegyzőkönyv |      |

| Egyetemvárosi Stadion, al-Rajján Játékvezető: Esteban Ostojich (uruguayi) |

| A 2020-as FIFA-klubvilágbajnokság győztese |
| ------------------------------------------ |
| Bayern München 2. cím                      |

## Góllövőlista
| # | Játékos             | Csapat         | Gólok száma |
| - | ------------------- | -------------- | ----------- |
| 1 | André-Pierre Gignac | UANL           | 3           |
| 2 | Robert Lewandowski  | Bayern München | 2           |
| 3 | Almaz Ali           | ed-Duhaíl      | 1           |
| 3 | Edmilson            | ed-Duhaíl      | 1           |
| 3 | Hussein El Shahat   | el-Ahlí        | 1           |
| 3 | Kim Kee-hee         | Ulszan Hyundai | 1           |
| 3 | Mohammed Muntari    | ed-Duhaíl      | 1           |
| 3 | Benjamin Pavard     | Bayern München | 1           |
| 3 | Yoon Bit-garam      | Ulszan Hyundai | 1           |

## Végeredmény
| Hely. | Csapat         | M | Gy | D | V | G+ | G– | Gk | P |
| ----- | -------------- | - | -- | - | - | -- | -- | -- | - |
| 1     | Bayern München | 2 | 2  | 0 | 0 | 3  | 0  | +3 | 6 |
| 2     | UANL           | 3 | 2  | 0 | 1 | 3  | 2  | +1 | 6 |
| 3     | el-Ahlí        | 3 | 1  | 1 | 1 | 1  | 2  | −1 | 4 |
| 4.    | Palmeiras      | 2 | 0  | 1 | 1 | 0  | 1  | −1 | 1 |
| 5.    | ed-Duhaíl (H)  | 2 | 1  | 0 | 1 | 3  | 2  | +1 | 3 |
| 6.    | Ulsan Hyundai  | 2 | 0  | 0 | 2 | 2  | 5  | −3 | 0 |

## Díjak
A torna legjobbjánask járó Aranylabdát és a főszponzor Alibaba Coud díját is Robert Lewandowski, a Bayern München csatára kapta.
| Adidas Aranylabda Alibaba Cloud-díj | Adidas Ezüstlabda          | Adidas Bronzlabda               |
| ----------------------------------- | -------------------------- | ------------------------------- |
| Robert Lewandowski (Bayern München) | André-Pierre Gignac (UANL) | Joshua Kimmich (Bayern München) |
| A FIFA Fair Play-díjasa             |                            |                                 |
| ed-Duhaíl                           |                            |                                 |

A FIFA minden mérkőzés után megválasztotta a találkozó legjobbját, a mérkőzés emberét (man of the match).
| Mérkőzés | Amérkőzés legjobbja | Csapat         | Ellenfél       |
| -------- | ------------------- | -------------- | -------------- |
| 2        | André-Pierre Gignac | UANL           | Ulszan Hyundai |
| 3        | Ayman Ashraf        | el-Ahlí        | ed-Duhaíl      |
| 4        | Edmilson            | ed-Duhaíl      | Ulszan Hyundai |
| 5        | Luis Quiñones       | UANL           | Palmeiras      |
| 6        | Robert Lewandowski  | Bayern München | el-Ahlí        |
| 7        | Mohamed El Shenawy  | el-Ahlí        | Palmeiras      |
| 8        | Joshua Kimmich      | Bayern München | UANL           |